# 气候临界点

气候系统中可能产生颠覆性影响的因素（临界要素）。

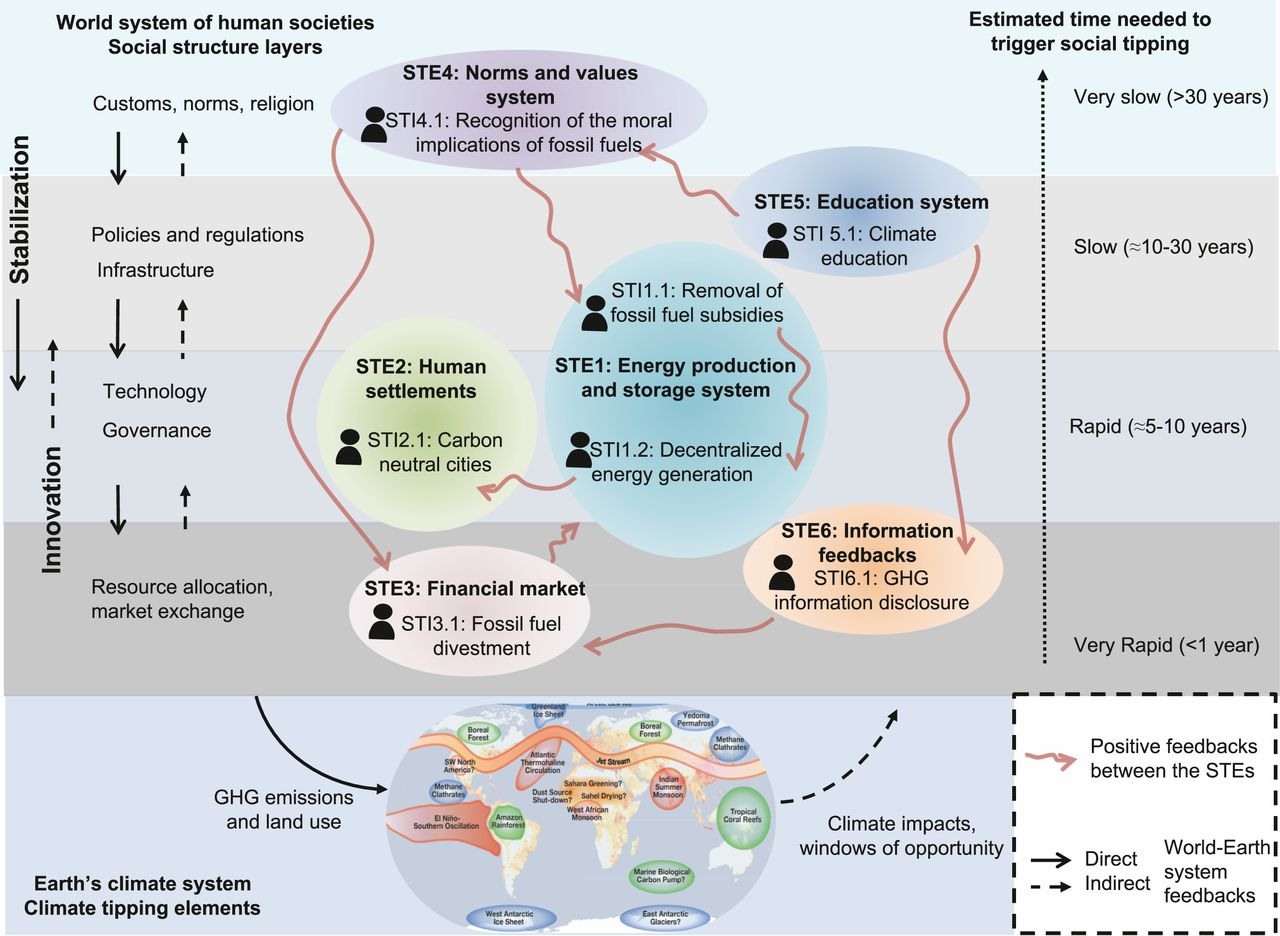
气候临界点（底部）与社会经济系统中相关临界点（顶部）在不同时间尺度上的相互作用。

气候临界点（英語：climate tipping point）是一个关键阈值，越过该阈值会导致系统状态发生巨大且通常不可逆的变化。气候科学家使用术语“临界点”来表明气候系统的脆弱性。系统一旦“倾覆”，很可能对人类社会产生严重影响。
政府間氣候變化專門委員會（IPCC）早在2000年代就开始考虑临界点的可能性。当时IPCC得出结论，只有在全球相对前工业时代变暖大于或等于4 °C时才会触发临界点。但现在认为，在今天的升温水平（略高于1 °C）下，就有显著概率已经达到了临界点，而升温 2°C的情景下大概率越过了临界点。
地球系统中可能触发临界点的大尺度要素称为临界要素（tipping element）。气候系统中至少15个不同要素，例如格陵蘭冰原和南極冰蓋，被认为是可能的临界要素。一个危险是，如果某个系统的临界点被越过，可能会导致一连串的其他临界点被相继越过。如果发生这种连锁反应，全球平均温度可能将会上升至高于过去120万年任何时期，地球将变成“温室地球”。
临界点未必是突变的。例如，平均温升在1.5-2 °C之间时，格陵蘭冰原将在数千年内不可逆转地融化。然而，美國地球物理聯盟2021年的一项研究表明，南极洲的思韦茨冰架有可能在2025年之前破碎。